# Alexandre Alonso de Medina Malegue
Alexandre Alonso de Medina Malegue (Reus, 31 de març de 1852 - 1876) va ser un militar reusenc, fill d'Alexandre Alonso de Medina, militar de Jaén, i de Maria Malegue Domènech, de Reus. Era germà del també militar Enric Alonso de Medina Malegue.
Va debutar a la carrera militar l'any 1868 a la Revolució de Setembre, amb només 16 anys. Després va ingressar a l'Acadèmia Militar i l'any 1872 tenia el grau d'alferes. Va participar en la Tercera Guerra Carlina, actuant en moltes batalles, no només per les comarques catalanes sinó també per altres províncies, especialment a Navarra. En més d'una de les accions de guerra de les que va participar, va ser ferit. La ferida més greu va ser en una acció a Prats de Lluçanès. Es va poder reincorporar a l'exèrcit, però no en va quedar curat del tot. Per aquestes accions de guerra va ascendir a tinent el 1874 i a capità el 1875. Va obtenir nombroses condecoracions, però va morir, sembla, el 1876 a causa de les ferides rebudes.